# Il fenomeno umano
Il fenomeno umano (Le Phénomène humain) è un saggio scritto da Pierre Teilhard de Chardin, considerato tra le sue opere principali. 

## Struttura dell'opera
1. La previta (nascita ed evoluzione dell'universo)
2. La vita (apparizione della vita fino al raggiungimento della coscienza)
3. La nascita del pensiero (la noosfera e l'homo sapiens)
4. La supervita (confluenza del pensiero e il raggiungimento del Punto Omega)

## Edizioni
- Pierre Teilhard de Chardin, Il fenomeno umano, traduzione di F. Mantovani, 6 ed., Queriniana, 2014  [1955],  p. 304, ISBN 978-88-399-1962-5.